# البهالي (المخادر)

تعديل مصدري - تعديل

البهالي هي إحدى قرى عزلة بني سرحة بمديرية المخادر التابعة لمحافظة إب، بلغ تعداد سكانها 386 نسمة حسب تعداد اليمن لعام 2004.